# Északi medvefóka
Az északi medvefóka (Callorhinus ursinus) az emlősök (Mammalia) osztályának a ragadozók (Carnivora) rendjébe, ezen belül a fülesfókafélék (Otariidae) családjába tartozó Callorhinus nem egyetlen faja.

## Előfordulása
Az északi medvefóka főként a Pribilof-szigeteken és a Parancsnok-szigeteken, a Bering-tengerben él, de vannak kisebb állományai az Ohotszki-tenger szigetein és Észak-Amerika Kalifornia feletti partvonalán is. Az Amerikai Egyesült Államokban 1985-ben tiltották be a vadászatát, a volt Szovjetunióban évente 9000 fókát ölnek meg. Az utóbbi 30 évben megfigyelhető állománycsökkenés mintha a nyolcvanas évek elején megtorpant volna.

## Megjelenése
A hímek 2 méteresre, a nőstények 1,5 méteresre nőhetnek. A hímek testtömege 185–275 kilogramm között van, míg a nőstények testtömege csak 30–50 kilogramm. A hímek nemcsak jóval nagyobbak a nőstényeknél, de bundájuk a nyakszirtjükön, vállukon jóval vastagabb is. A bőr alatti zsírréteg jó hőszigetelő, ezenkívül áramvonalas formát kölcsönöz az állatnak, így megkönnyíti az úszást is. A fókaborjú sötét színezetű.
|  |

## Életmódja
A nőstények borjaikkal szüntelenül vándorolnak, a hímek viszont „otthon ülők”. A hím és a nőstény egymástól független életet él. Tápláléka túlnyomórészt halak.

## Szaporodása
A hímek 5, a nőstények 3 éves korban válnak ivaréretté. A párzási időszak június és július között van. A vemhesség egy évig tart, melynek végén egyetlen borjú születik. A fókaborjakat születésük után az a veszély fenyegeti, hogy a harcoló hímek agyonnyomják őket, mivel a borjadzó helyeken csak szűkösen férnek el az állatok. Táplálékszerzéskor a nőstények napokig elhagyják borjaikat. Az elválasztás 3 hónap után történik meg.